# Sozialgeographie
Die Sozialgeographie, auch Sozialgeografie, ist ein Teilgebiet der Geographie, das sich mit der Beziehung zwischen Gesellschaft und Raum beschäftigt.

## Hauptfragen
Traditionelle Kernthematik der Sozialgeographie ist die Beziehung von Gesellschaft und dem Untersuchungsgegenstand Raum. Die deutschsprachige Sozialgeographie ähnelt in ihren Anfängen somit der traditionellen kulturgeographischen Forschung angloamerikanischer Prägung. Insgesamt existieren vor allem drei Fragestellungen:
1. Wie gestalten gesellschaftliche Prozesse und Funktionen den Raum hinsichtlich dessen Strukturen?
2. Wie organisieren sich Gesellschaften in räumlicher Hinsicht?
3. Welche Rolle spielen die räumlichen Bedingungen für die Existenz einer Gesellschaft?

## Disziplingeschichte
Die Ursprünge der Sozialgeographie sind in Frankreich in der zweiten Hälfte des 19. Jahrhunderts zu finden und gehen auf die Le Play-Schule (Pierre Guilleaume Fréderic Le Play) und den Geographen Élisée Reclus zurück. Erstmals benutzt wurde der Begriff der géographie sociale bei einer Besprechung von Reclus erstem Band der Nouvelle géographie universelle (1911) von Paul de Rousiers, einem Mitglied der Le Play-Schule. Reclus übernahm diesen Begriff.
Das Aufkommen der Sozialgeographie wurde maßgeblich durch die industrielle Revolution mit begünstigt. Durch den damit verbundenen Verstädterungsprozess kam es zu einer räumlichen Konzentration der Bevölkerung. Durch den damit verbundenen Berufswechsel aus der Landwirtschaft in industrielle Berufe innerhalb einer Fabrik kommt es zu einer sozialen Konzentration.
Die deutschsprachige Sozialgeographie war lange Zeit – wie die Geographie allgemein – von geodeterministischen Vorstellungen geprägt. Der Naturraum wurde so zur Determinante und zum sozialen Wirkfaktor. Als wichtiger Vertreter muss Friedrich Ratzel (1844–1904) genannt werden, der den Naturdeterminismus in der Sozialgeographie verankerte. Dieser legte den Grundstein für die spätere Blut-und-Boden-Ideologie der nationalsozialistischen Politik im Dritten Reich: Für einen Boden kann es auch nur ein Volk geben.
Nach dem Zweiten Weltkrieg bestimmte die traditionelle Landschafts- bzw. Länderkunde die Anthropogeographie. In dieser Zeit legten Hans Bobek und Wolfgang Hartke den Grundstein für die sozialgeographische Kulturlandschaftsforschung. Mechtild Rössler betonte hingegen, dass die fachgeschichtlichen Wurzeln tiefer reichen: „In einem Nachdruck der wichtigsten Aufsätze zur Sozialgeographie wird das ‚Entstehungsdatum‘ der deutschen Sozialgeographie auf 1947, und damit auf den genannten Vortrag Bobeks in Bonn gelegt. Bobek hatte seine Fragestellung, die wie Hartke kritisierte, nicht zu einer Abstraktion von der ‚landschaftlichen Ausprägung und siedlungsmäßigen Gruppierung gesellschaftlicher Strukturen‘ führte, bereits während des ‚Dritten Reiches’ im Kontext einer Institution der angewandten Sozialforschung entwickelt.“ (gemeint sind das Arbeitswissenschaftliche Institut der Deutschen Arbeitsfront und der Bonner Vortrag von Bobek im Jahr 1947, siehe Literatur unten).
Mit dem Eingang funktionalen Denkens in die Sozialgeographie erfuhr die Betonung von Funktionsräumen (z. B. Pendlereinzugsgebieten) stärkeren Aufwind und führte zur Entwicklung eines noch stärker sozialwissenschaftlich ausgerichteten Teils der Sozialgeographie. Die stärkste Phase dieser Sozialgeographie in Deutschland war von den 1960er bis in die 1980er Jahre, verbunden mit der Entstehung zahlreicher geographischer Disziplinen an den Universitäten (u. a. Raum und Raumplanung) und Beeinflussung der Inhalte in den Schulen. Dazu trug vor allem die Münchner Schule der Sozialgeographie mit Jörg Maier, Karl Ruppert, Reinhard Paesler und Franz Schaffer, als deren wichtigsten Vertreter, bei. Im Mittelpunkt ihrer Forschung stehen die sieben Daseinsgrundfunktionen: Gesellschaft, Wohnen, Arbeit, Versorgen, Erholen, Bilden und am Verkehr teilnehmen. Anhand dieser Funktionen lassen sich alle Muster menschlicher Mobilität nachvollziehen. Auch lassen sich viele geographische Disziplinen ihnen direkt zuordnen.
In neuerer Zeit ist die Sozialgeographie durch handlungstheoretische Ansätze erweitert worden. Benno Werlen übertrug die Strukturationstheorie des Soziologen Anthony Giddens auf die Sozialgeographie. In diesem Zusammenhang fordert er die Abwendung von einer „handlungsorientierten Raumwissenschaft“ und das Betreiben einer „raumorientierten Handlungswissenschaft.“ Mit der Gendertransformation gerieten zuletzt auch geschlechtsspezifische Einflüsse auf die räumliche Umwelt in den Blick.

## Perspektiven
Trotz der großen innovativen Kraft der Sozialgeographie kam es nicht zu einer vollständigen Neuorientierung der Humangeographie. Mit einer der Gründe hierfür sind die schwer einzusehenden Methoden der Sozialgeographie und die Schwierigkeit an verwertbare Daten zu kommen. So lässt sich gesellschaftliche Raumwirksamkeit nur schwer messen. Die Notwendigkeit und Bedeutung einer sozialgeographischen Betrachtungsweise wird jedoch anerkannt. Als Ergebnis zeigt sich die Koexistenz unterschiedlicher sozialgeographischer Ansätze in der Gegenwart – von der sozialgeographischen Kulturlandschaftsforschung über raumwissenschaftlich-funktionelle (spatial turn) bis hin zu konstruktivistischen Ansätzen. Dieser Paradigmenpluralismus entspricht so dem Konzept einer postmodernen Wissenschaft.
Die sozialen Beziehungen von Einzelpersonen, die zwischenmenschliche Interaktion, die individuelle Raumwahrnehmung und -bewertung, wie auch die entsprechenden Verhaltensmuster einer großen Bevölkerungsgruppe weisen vielfältige Beziehungen zum Raum auf. Raum im geographischen Sinne mitbeeinflusst bestimmte menschliche Verhaltensweisen zu erklären (beispielsweise Mobilität, Landnutzungsentscheidungen), wird gleichzeitig aber auch selbst durch menschliches Verhalten verändert (Nutzung, Bebauung) oder verzerrt (Massenverkehr).
Mit dem aus der individuellen Wahrnehmung und Interaktion herleitbaren Verhältnis von Gesellschaft und Raum sowie der räumlichen Organisation menschlicher Gesellschaft befasst sich die Sozialgeographie. Wichtige Interessenfelder sind unter anderem
- Absoluter Raum und Relativraum in der Umweltwahrnehmung
- Aspekte der Globalisierung und Regionalisierung
- Folgen der Raumentwicklung (vgl. Sozialräumliche Struktur)